# Dipartimento per le comunità

Il Dipartimento per le comunità è il dipartimento ministeriale devoluto dell'Irlanda del Nord responsabile degli affari sociali.
La posizione è stata occupata da Deirdre Hargey dall'11 gennaio 2020.

## Storia
A seguito del referendum del 23 maggio 1998 sull'accordo del Venerdì Santo e del Royal Assent al Northern Ireland Act 1998 del 19 novembre, sono istituiti dal governo laburista del Primo ministro Tony Blair un'assemblea e un esecutivo. Questo processo, noto come devoluzione, persegue l'obiettivo di conferire all'Irlanda del Nord il proprio potere legislativo.
Nel dicembre 1999, sulla base del Northern Ireland Act, il decreto sui dipartimenti dell'Irlanda del Nord ha istituito il Dipartimento dello sviluppo sociale.
Tra il 12 febbraio e il 30 maggio 2000, e poi dal 15 ottobre 2002 all'8 maggio 2007, la devoluzione è stata sospesa e il dipartimento è stato sottoposto all'amministrazione diretta di un ministro dell'ufficio per l'Irlanda del Nord, che costituisce uno dei dipartimenti governativi del Regno Unito.
Con il "Northern Ireland Departments Act 2016", il ministero è stato ribattezzato "Dipartimento per le comunità" e assorbe il dipartimento della cultura.

## Funzioni
Il dipartimento esercita le sue competenze nei settori: 
- delle abitazioni;
- delle prestazioni di sicurezza sociale;
- delle pensioni;
- del sostegno alimentare;
- dello sviluppo del volontariato e delle associazioni
- della rigenerazione urbana;
- della legislazione sociale;
- delle arti;
- della diversità culturale;
- delle lingue, delle biblioteche;
- della distribuzione dei risultati della lotteria;
- dei registri pubblici – attraverso l'Ufficio pubblico dei registri nell'Irlanda del Nord (PRONI);
- dello sport;
- delle collettività territoriali.

La sicurezza sociale e le pensioni di anzianità rimangono competenze condivise con il dipartimento per il lavoro e le pensioni del Regno Unito.
Il Parlamento del Regno Unito conserva le competenze su (reserved matters) nei settori: 
- della proprietà intellettuale;
- dell'audiovisivo;
- della National Lottery.

## Ministri per le comunità
|                                                        | Ministro          | Immagine | Partito   | Inizio            | Fine              |
| ------------------------------------------------------ | ----------------- | -------- | --------- | ----------------- | ----------------- |
| Ufficio stabilito come Ministro dello sviluppo sociale |                   |          |           |                   |                   |
|                                                        | Nigel Dodds       |          | DUP       | 2 dicembre 1999   | 11 febbraio 2000  |
| Ufficio sospeso                                        |                   |          |           |                   |                   |
|                                                        | Nigel Dodds       |          | DUP       | 30 maggio 2000    | 27 luglio 2000    |
|                                                        | Maurice Morrow    |          | DUP       | 27 luglio 2000    | 24 ottobre 2001   |
|                                                        | Nigel Dodds       |          | DUP       | 24 ottobre 2001   | 14 ottobre 2002   |
| Ufficio sospeso                                        |                   |          |           |                   |                   |
|                                                        | Margaret Ritchie  |          | SDLP      | 8 maggio 2007     | 24 maggio 2010    |
|                                                        | Alex Attwood      |          | DUP       | 24 maggio 2010    | 5 maggio 2011     |
|                                                        | Nelson McCausland |          | DUP       | 16 maggio 2011    | 23 settembre 2014 |
|                                                        | Mervyn Storey     |          | DUP       | 23 settembre 2014 | 12 gennaio 2016   |
|                                                        | Lord Morrow       |          | DUP       | 12 gennaio 2016   | 25 maggio 2016    |
| Ufficio rinominato Ministro delle comunità             |                   |          |           |                   |                   |
|                                                        | Paul Givan        |          | DUP       | 25 maggio 2016    | 26 gennaio 2017   |
| Ufficio sospeso                                        |                   |          |           |                   |                   |
|                                                        | Deirdre Hargey    |          | Sinn Féin | 11 gennaio 2020   | in carica         |

### Ministri della Direct rule
Durante i periodi di sospensione, i seguenti ministri dell'Ufficio per l'Irlanda del Nord erano responsabili del dipartimento:
- George Howarth (2000)
- Des Browne (2002–03)
- John Spellar (2003–05)
- David Hanson (2005–07)